# Rio Miriri
Rio Miriri är ett vattendrag i Brasilien. Det ligger i den östra delen av landet, 1 700 km nordost om huvudstaden Brasília.
Omgivningarna runt Rio Miriri är en mosaik av jordbruksmark och naturlig växtlighet.